# Earthquake Weather
Earthquake Weather is de negende aflevering van het zesde seizoen van het tienerdrama Beverly Hills, 90210, die voor het eerst werd uitgezonden op 6 november 1995.

## Verhaal
Dylan en Toni hebben besloten om naar Hawaï te verhuizen en zijn aan het kijken of ze daar ergens een stuk land kunnen kopen om daar hun droomhuis te bouwen. Dan vraagt Dylan Toni ineens ten huwelijk, verrast zegt Toni ja.
Het is broeierig warm in Los Angeles en op de radio wordt gezegd dat er grote kans is op een aardbeving. Als de aardbeving plaatsvindt, schrikken vooral Colin en Susan hiervan omdat ze dit fenomeen niet kennen. Colin is op dit moment bij Kelly thuis en raakt in paniek. Susan is dan met Brandon in een hotel voor een conferentie voor kranten. Colin en Kelly gaan naar het huis van Brandon waar Steve, Clare, David en Valerie zijn. Ze praten nog na over de aardbeving en Colin is nog steeds niet gerust. Dan komen Dylan en Toni ook langs en vertellen iedereen daar het grote nieuws. Kelly is geschokt dat Dylan dit zo verteld zonder rekening te houden met haar gevoelens. Steve en Clare worden steeds intiemer met elkaar zo ook David en Valerie. Brandon en Susan staan in de lift tijdens de aardbeving en de lift stopt. Er is ook een zwangere vrouw in de lift en de weeën beginnen bij haar. Brandon en Susan zijn nu genoodzaakt om haar te helpen. Na een tijd is ze bevallen van een jongen, die ze Brandon noemt.
Ray komt Donna opzoeken met de mededeling dat hij begonnen is met therapie voor zijn woede uitbarstingen. Hij vraagt aan Donna of zij ook een keer mee kan komen, dit op verzoek van de dokter. Donna stemt ermee in en gaat mee naar een sessie. Daar hoort Donna dat Ray vroeger het slachtoffer is geweest van kindermishandeling door zijn vader. Dit kan een verklaring zijn voor het gedrag van Ray. De dokter waarschuwt Donna om uit de buurt te blijven van Ray, omdat zijn gedrag nog erger kan worden.
Donna is nog steeds in de race voor het Toernooi van de Rozen en bladert daar door een fotoalbum van eerdere toernooien. Daar ziet ze een foto van lang geleden en dan ziet ze een foto met een vrouw die sprekend op haar moeder lijkt. Als ze haar moeder hiermee confronteert, ontkent die met klem dat zij het is.
De vader van Toni is niet blij met het aanstaande huwelijk van zijn dochter. Hij geeft opdracht aan zijn lijfwacht om een aanslag op Dylan te plannen.

## Rolverdeling
- Jason Priestley - Brandon Walsh
- Jennie Garth - Kelly Taylor
- Ian Ziering - Steve Sanders
- Luke Perry - Dylan McKay
- Brian Austin Green - David Silver
- Tori Spelling - Donna Martin
- Tiffani Thiessen - Valerie Malone
- Joe E. Tata - Nat Bussichio
- Kathleen Robertson - Clare Arnold
- Jamie Walters - Ray Pruit
- Jason Wiles - Colin Robbins
- Michael Durrell - Dr. John Martin
- Emma Caulfield - Susan Keats
- Rebecca Gayheart - Toni Marchette
- Stanley Kamel - Tony Marchette
- Cameron Bancroft - Joe Bradley
- Katherine Cannon - Felice Martin
- Cliff Weissman - Bruno
- Tembi Locke - Lisa Dixon
- Brooke Theiss - Leslie Sumner